# Grindavík
Grindavík är en hamnstad på Reykjaneshalvön på den sydvästra delen av Island. Det är en av de få platser med hamn på denna kust. De flesta av de 3 535 invånarna (2021) arbetar inom fiskeindustrin.
Författaren Guðbergur Bergsson föddes i Grindavík. Ungmennafélag Grindavíkur är stadens sportklubb.

## Geografi
Nordväst om staden ligger Blå lagunen (isländska: Bláa Lónið), ett geotermiskt bad som använder hett och mineraliserat vatten som pumpas upp från underjorden av det närliggande Svartsengikraftverket. I nordöst ligger Fagradalsfjall, en aktiv sprickvulkan som i perioder får täta utbrott.
Grindavík är vänort med Piteå kommun.

## Vulkanutbrott vintern 2023–24

### November 2023
10–11 november 2023 tvingades myndigheterna att akut låta utrymma de 4 000 invånarna i Grindavík (cirka 3 km mot sydväst om den ofta seismiskt aktiva Fagradalsfjall). Detta skedde efter ett par veckor med täta jordbävningar (minst 24 000 sedan i slutet av oktober) med kopplingar till den magmakammare som löper genom Grindavík och cirka en mil åt nordöst. Under den 12 november skedde cirka 1 000 skalv i och runt Grindavík, men alla var på mindre än 3,0 i styrka.
Den nionde november inträffade den tills då största jordbävningen sedan skakningarna började 25 oktober, ett skalv på 4,8 på Richterskalan. Redan före evakueringen av Grindavík utrymdes även Blå lagunen cirka två kilometer norr om staden.

### Utbrott december 2023
På kvällen den 18 december 2023 började ett sprickformat utbrott nordost om Grindavik. Sprickan mättes till att vara 4 km lång och närmaste punkten låg 3 km från Grindavik. Utbrottet avtog de följande dagarna och vid överflygning den 21 var det inga synliga utbrott.
Faran ansågs, enligt Icelandic Meteorological office inte vara över fredag 22 december men folk tilläts ändå åka hem på lördagen.

### Utbrott januari 2024
Under morgontimmarna den 14 januari inträffade uppemot 200 mindre jordbävningar vid kratern Sundhnúksgíga. Vid klockan 08 samma morgon skedde ett vulkanutbrott norr om Grindavik, enligt SVT. Ett vulkanutbrott som är en fortsättning på det utbrott som skedde 18 december 2023. Under natten mot den 14e evakuerades Grindaviks invånare.  
Runt lunchtid, 14 januari, verkade lavaflödet stannat av, men så vid 13.30 lokal tid öppnades ännu en spricka i marken närmare Grindavik. Vid klockan 16 lokal tid nådde lavan det första bostadshuset i norra Grindavik som satte huset i brand. Fler hus har sedan fattat eld och samhället är helt strömlöst.

### Utbrott maj 2024
Den 29 maj rapporterades om ett nytt utbrott, med seismisk aktivitet och lavaflöde. Polisen beordrade en evakuering av boende och besökare  från staden.

## Utmärkelser
Nedslagskratern Grindavík (krater) på planeten Mars och asteroiden 24090 Grindavík är uppkallade efter staden.